# De Palmas (album)
Albums de Gérald de Palmas
Sur ma route
(2011) La Beauté du geste
(2016)
Singles
1. Serait-il ?
Sortie : 20 mai 2013
2. Je me souviens de tout
Sortie : 19 août 2013

De Palmas est le sixième album studio de Gérald de Palmas, sorti en 2013. Il s'agit du premier album sur lequel Gérald de Palmas chante en anglais dans sept chansons sur treize au total.

## Pistes de l'album
| No  | Titre                  | Auteur                           | Durée |
| --- | ---------------------- | -------------------------------- | ----- |
| 1.  | Serait-il ?            | Gérald de Palmas                 | 3:22  |
| 2.  | Marlowe                | Gérald de Palmas                 | 3:19  |
| 3.  | Je me souviens de tout | Gérald de Palmas                 | 3:56  |
| 4.  | Les mots et les gestes | Gérald de Palmas                 | 3:19  |
| 5.  | L'amant d'Eloïse       | Gérald de Palmas                 | 4:24  |
| 6.  | Jenny                  | Stephen Munson, Gérald de Palmas | 3:50  |
| 7.  | Flying Away            | Stephen Munson, Gérald de Palmas | 3:30  |
| 8.  | Forget Your Name       | Stephen Munson, Gérald de Palmas | 3:27  |
| 9.  | She Said               | Stephen Munson, Gérald de Palmas | 4:12  |
| 10. | Better Like This       | Stephen Munson, Gérald de Palmas | 3:35  |
| 11. | Like Lovers            | Stephen Munson, Gérald de Palmas | 4:05  |

- Édition limitée

| No  | Titre                      | Auteur           | Durée |
| --- | -------------------------- | ---------------- | ----- |
| 12. | Innocent                   | Gérald de Palmas | 3:25  |
| 13. | Jolene (duo avec Elisa Jo) | Dolly Parton     | 3:35  |